# Ключи (Белогорский район)
В Амурской области в Константиновском районе тоже есть село Ключи.
Ключи́ — село в Белогорском районе Амурской области, Россия.
Входит в Никольский сельсовет.

## География
Село Ключи стоит на левом берегу реки Томь (левый приток Зеи), в 15 км западнее (ниже по течению) от Белогорска.
Административный центр Никольского сельсовета село Никольское стоит в 10 км восточнее (вверх по левому берегу Томи).
От села Ключи на запад (вниз по левому берегу Томи) идёт дорога к сёлам Киселеозёрка и Светиловка.

## Население
| 2002 | 2010 | 2012 | 2013 | 2014 | 2015 | 2016 |
| ---- | ---- | ---- | ---- | ---- | ---- | ---- |
| 290  | ↘216 | ↘205 | ↗209 | ↘202 | ↘198 | ↘194 |
| 2017 | 2018 |      |      |      |      |      |
| ↘192 | ↘184 |      |      |      |      |      |

## Инфраструктура
- Сельскохозяйственные предприятия Белогорского района.